# Großer Preis von Miami 2025
Der Große Preis von Miami 2025 (offiziell Formula 1 Crypto.com Miami Grand Prix 2025) fand am 4. Mai auf dem Miami International Autodrome in Miami statt und war das sechste Rennen der Formel-1-Weltmeisterschaft 2025.

## Bericht

### Hintergründe
Nach dem Großen Preis von Saudi-Arabien führte Oscar Piastri in der Fahrerwertung mit zehn Punkten vor Lando Norris und mit zwölf Punkten vor Max Verstappen. In der Konstrukteurswertung führte McLaren mit 77 Punkten vor Mercedes und mit 99 Punkten vor Red Bull Racing.
Beim Großen Preis von Miami stellte Pirelli den Fahrern die Reifenmischungen C3 Hard (weiß), C4 Medium (gelb) und C5 Soft (rot) sowie Cinturato Intermediates (grün) und Cinturato Full-Wets (blau) für nasse Bedingungen zur Verfügung.
Im Rahmen des Grand Prix fand der zweite Sprint der Saison statt.
Verstappen (acht), Liam Lawson (fünf), Piastri, Nico Hülkenberg, Jack Doohan (jeweils vier), Norris, Carlos Sainz jr., Esteban Ocon (jeweils drei), Fernando Alonso, Lance Stroll, Oliver Bearman, Alexander Albon (jeweils zwei) und George Russell (einer) gingen mit Strafpunkten ins Rennwochenende.
Mit Verstappen (zweimal) und Norris (einmal) traten alle ehemaligen Sieger zu diesem Grand Prix an.
Als Rennkommissare für dieses Rennwochenende fungierten Felix Holter (DEU), Mathieu Remmerie (BEL), Derek Warwick (GBR) und Steve Pence (USA).

### Training
Im ersten und einzigen freien Training des Rennwochenendes war Piastri mit einer Zeit von 1:27,128 Schnellster vor Charles Leclerc und Verstappen. Nach einem Unfall von Bearman, welcher in Kurve Zwölf mit der Mauer kollidierte, wurde das Training mit einer roten Flagge abgebrochen.

### Sprint-Qualifying
Das Sprint-Qualifying bestand aus drei Teilen mit einer Nettolaufzeit von 30 Minuten. Im ersten Qualifying-Segment (SQ1) hatten die Fahrer zwölf Minuten Zeit, um sich für den Sprint zu qualifizieren. Alle Fahrer, die im ersten Abschnitt eine Zeit erzielten, die maximal 107 Prozent der schnellsten Rundenzeit betrug, qualifizierten sich für den Sprint. Russell war Schnellster. Stroll, Doohan, Yūki Tsunoda, Gabriel Bortoleto und Bearman schieden aus.
Der zweite Abschnitt (SQ2) dauerte zehn Minuten. Die schnellsten zehn Piloten qualifizierten sich für den dritten Teil des Qualifyings. Norris war Schnellster. Hülkenberg, Ocon, Pierre Gasly, Lawson und Sainz jr. schieden aus.
Der letzte Abschnitt (SQ3) ging über eine Zeit von acht Minuten, in denen die ersten zehn Startpositionen vergeben wurden. Andrea Kimi Antonelli fuhr in 1:26,482 Minuten die schnellste Zeit vor Piastri und Norris. Für Antonelli war es die erste Sprint-Pole.

### Sprint
Den Sprint, welcher über insgesamt 18 Runden ging, gewann Norris vor Piastri und Hamilton. Tsunoda sollte aus der Boxengasse starten, da an seinem Wagen unter Parc-fermé-Bedingungen gearbeitet wurde. Bei der Anfahrt zur Startaufstellung erwischte Leclerc Aquaplaning und schlitterte in die Mauer. Sein Ferrari wurde dadurch beschädigt und er konnte nicht am Sprint teilnehmen.
Die Einführungsrunde erfolgte hinter dem Safety-Car. Sainz jr. ging als Einziger mit den Full-Wets an den Start, alle anderen Fahrer mit den Intermediates. Nach der Einführungsrunde wurde aufgrund der schlechten Sichtverhältnisse der Sprint direkt mit der roten Flagge abgebrochen und alle Fahrer gingen zurück in die Boxengasse. Um 18:28 Uhr erfolgte dann der Neustart erneut hinter dem Safety-Car. Nach zwei Runden bog das Safety-Car dann in die Boxengasse ab und es gab einen stehenden Start. Tsunoda durfte vom Grid aus als Letzter starten. Alle Fahrer begannen den Sprint nun mit Intermediates. Antonelli hatte einen schlechten Start und musste in der ersten Kurve geradeaus fahren. Er fiel dadurch auf den vierten Platz zurück und Piastri führte nun vor Norris und Verstappen.
In der elften Runde war die Strecke dann soweit abgetrocknet, dass die Rennleitung das DRS freigab. Tsunoda war dann der erste Fahrer, der auf Trockenreifen wechselte. Im Anschluss folgte Verstappen. Nach der Abfertigung kam es dann zu seinem unsafe Release gegenüber Antonelli, bei der sich Verstappen auch seinen Frontflügel kaputt fuhr. In der 13. Runde wechselte dann auch der Führende Piastri die Reifen, Norris folgte eine Runde später. Während Norris beim Stopp war, verunfallte Alonso nach einem Kontakt mit Lawson und das Safety-Car kam auf die Strecke. Da Piastri nun deutlich sein Tempo reduzieren musste, blieb Norris bei der Boxenausfahrt vor ihm und übernahm die Führung. Für den unsafe Release erhielt Verstappen in der 15. Runde eine Zehn-Sekunden-Zeitstrafe.
Das Rennen wurde dann nicht wieder freigegeben und hinter dem Safety-Car beendet. Verstappen fiel durch die Strafe vom vierten auf den 17. und letzten Platz zurück.

### Qualifying
Das Qualifying bestand aus drei Teilen mit einer Nettolaufzeit von 45 Minuten. Im ersten Qualifying-Segment (Q1) hatten die Fahrer 18 Minuten Zeit, um sich für das Rennen zu qualifizieren. Alle Fahrer, die im ersten Abschnitt eine Zeit erzielten, die maximal 107 Prozent der schnellsten Rundenzeit betrug, qualifizierten sich für den Grand Prix. Die besten 15 Fahrer erreichten den nächsten Teil. Verstappen war Schnellster. Hülkenberg, beide Aston-Martin-Fahrer, Gasly und Bearman schieden aus.
Der zweite Abschnitt (Q2) dauerte 15 Minuten. Die zehn schnellsten Piloten qualifizierten sich für den dritten Teil des Qualifyings. Piastri war Schnellster. Beide Racing-Bulls-Piloten, Hamilton, Bortoleto und Doohan schieden aus.
Der finale Abschnitt (Q3) ging über eine Zeit von zwölf Minuten, in denen die ersten zehn Startpositionen vergeben wurden. Verstappen war in 1:26,204 Minuten Schnellster vor Norris und Antonelli.

### Rennen
Gasly startete aus der Boxengasse, da an seinem Wagen unter Parc-fermé-Bedingungen gearbeitet wurde. Beim Start behielt Verstappen zunächst die Führung. Norris hatte vom vierten Platz aus den besten Start und war in Kurve 1 bereits neben Verstappen und wurde von diesem von der Strecke gedrängt. Er beschwerte sich zwar am Funk und die Rennleitung notierte sich den Vorfall, eine Untersuchung fand aber nicht statt. Im hinteren Feld kam es zu einer Kollision zwischen Doohan und Lawson, welches für Doohan das Aus bedeutete. Die Rennleitung setzte daraufhin das virtuelle Safety-Car ein.
Beim Restrart in der vierten Runde behielt Verstappen die Führung, dahinter überholte Piastri auf der Gegengerade Antonelli für den zweiten Platz. In der neunten Runde überholte Norris Antonelli und war nun Dritter, während vor ihm der Druck von Piastri auf Verstappen immer größer wurde. In der 13. Runde verbremste sich Verstappen dann in Kurve 1 und ermöglichte Piastri so ein Überholmanöver. Norris überholte Verstappen dann zunächst in der 17. Runde, allerdings verließen beide Fahrer dabei die Strecke, sodass Norris die Position wieder hergeben musste. Eine Runde später gelang ihm dann allerdings doch, an Verstappen vorbei zu gehen.
In der 26. Runde kam aus der Spitzengruppe Antonelli als Erster an die Box und versuchte den Undercut gegen Verstappen. Da er allerdings auf andere Fahrer warten musste und eine Standzeit von 4,4 Sekunden hatte, missglückte der Versuch. Verstappen folgte eine Runde später und blieb vor dem Italiener. Eine Runde später rollte dann Bearman aus und das virtuelle Safety-Car wurde erneut eingesetzt. Beide McLaren-Piloten nutzten diese Phase für ihren Boxenstopp aus und auch Russell kam zum Reifenwechsel und kam dadurch an Verstappen vorbei.
In der 32. Runde musste dann auch Bortoleto seinen Wagen abstellen, die virtuelle Safety-Car-Phase kam zum dritten Mal zum Einsatz. In dieser Zeit erhielt Tsunoda eine Fünf-Sekunden-Zeitstrafe für zu schnelles Fahren in der Boxengasse. Nach erneuter Freigabe in der 34. Runde setzten sich die McLaren-Fahrer vorne ab, gefolgt von Russell und Verstappen.
In der Schlussphase des Rennens wurde es einzig zwischen den beiden Teamkollegen Leclerc und Hamilton nochmals spannend. Leclerc ließ zunächst Hamilton nach Ansage der Teamleitung vorbei damit dieser sich auf die Verfolgung von Antonelli machen konnte. Da dies nicht gelang und Hamilton sich auch nicht von seinem Teamkollegen absetzen konnte, erfolgte fünf Runden vor Schluss ein erneuter Platztausch.
Piastri gewann schlussendlich das Rennen vor Norris und Russell. Die restlichen Punkteränge belegten Verstappen, Albon, Antonelli, Leclerc, Hamilton und Tsunoda.
Sowohl in der Fahrer- als auch in der Konstrukteurswertung blieben die ersten drei Positionen unverändert.

## Meldeliste
| Team                                        | Nr. | Stammfahrer           | Chassis                           | Motor      | Reifen |
| ------------------------------------------- | --- | --------------------- | --------------------------------- | ---------- | ------ |
| Oracle Red Bull Racing                      | 01  | Max Verstappen        | Red Bull Racing RB21              | Honda RBPT | P      |
| Oracle Red Bull Racing                      | 22  | Yuki Tsunoda          | Red Bull Racing RB21              | Honda RBPT | P      |
| McLaren Formula 1 Team                      | 81  | Oscar Piastri         | McLaren MCL39                     | Mercedes   | P      |
| McLaren Formula 1 Team                      | 04  | Lando Norris          | McLaren MCL39                     | Mercedes   | P      |
| Scuderia Ferrari HP                         | 16  | Charles Leclerc       | Ferrari SF-25                     | Ferrari    | P      |
| Scuderia Ferrari HP                         | 44  | Lewis Hamilton        | Ferrari SF-25                     | Ferrari    | P      |
| Mercedes-AMG Petronas Formula One Team      | 63  | George Russell        | Mercedes-AMG F1 W16 E Performance | Mercedes   | P      |
| Mercedes-AMG Petronas Formula One Team      | 12  | Andrea Kimi Antonelli | Mercedes-AMG F1 W16 E Performance | Mercedes   | P      |
| Aston Martin Aramco Formula One Team        | 18  | Lance Stroll          | Aston Martin AMR25                | Mercedes   | P      |
| Aston Martin Aramco Formula One Team        | 14  | Fernando Alonso       | Aston Martin AMR25                | Mercedes   | P      |
| BWT Alpine F1 Team                          | 10  | Pierre Gasly          | Alpine A525                       | Renault    | P      |
| BWT Alpine F1 Team                          | 07  | Jack Doohan           | Alpine A525                       | Renault    | P      |
| MoneyGram Haas F1 Team                      | 31  | Esteban Ocon          | Haas VF-25                        | Ferrari    | P      |
| MoneyGram Haas F1 Team                      | 87  | Oliver Bearman        | Haas VF-25                        | Ferrari    | P      |
| Visa Cash App Racing Bulls Formula One Team | 06  | Isack Hadjar          | Racing Bulls VCARB 02             | Honda RBPT | P      |
| Visa Cash App Racing Bulls Formula One Team | 30  | Liam Lawson           | Racing Bulls VCARB 02             | Honda RBPT | P      |
| Atlassian Williams Racing                   | 23  | Alexander Albon       | Williams FW47                     | Mercedes   | P      |
| Atlassian Williams Racing                   | 55  | Carlos Sainz jr.      | Williams FW47                     | Mercedes   | P      |
| Stake F1 Team Kick Sauber                   | 27  | Nico Hülkenberg       | Kick Sauber C45                   | Ferrari    | P      |
| Stake F1 Team Kick Sauber                   | 05  | Gabriel Bortoleto     | Kick Sauber C45                   | Ferrari    | P      |

## Klassifikationen

### Sprint-Qualifying
| Pos.                                                                      | Fahrer                | Konstrukteur                 | SQ1      | SQ2        | SQ3      | Start |
| ------------------------------------------------------------------------- | --------------------- | ---------------------------- | -------- | ---------- | -------- | ----- |
| 01                                                                        | Andrea Kimi Antonelli | Mercedes                     | 1:27,858 | 1:27,384   | 1:26,482 | 01    |
| 02                                                                        | Oscar Piastri         | McLaren-Mercedes             | 1:27,951 | 1:27,354   | 1:26,527 | 02    |
| 03                                                                        | Lando Norris          | McLaren-Mercedes             | 1:27,890 | 1:27,109   | 1:26,582 | 03    |
| 04                                                                        | Max Verstappen        | Red Bull Racing-Honda RBPT   | 1:27,953 | 1:27,245   | 1:26,737 | 04    |
| 05                                                                        | George Russell        | Mercedes                     | 1:27,688 | 1:27,666   | 1:26,791 | 05    |
| 06                                                                        | Charles Leclerc       | Ferrari                      | 1:28,325 | 1:27,467   | 1:26,808 | 06    |
| 07                                                                        | Lewis Hamilton        | Ferrari                      | 1:28,231 | 1:57,546   | 1:27,030 | 07    |
| 08                                                                        | Alexander Albon       | Williams-Mercedes            | 1:27,859 | 1:27,697   | 1:27,193 | 08    |
| 09                                                                        | Isack Hadjar          | Racing Bulls-Honda RBPT      | 1:28,394 | 1:27,773   | 1:27,543 | 09    |
| 10                                                                        | Fernando Alonso       | Aston Martin Aramco-Mercedes | 1:28,455 | 1:27,766   | 1:27,790 | 10    |
| 11                                                                        | Nico Hülkenberg       | Kick Sauber-Ferrari          | 1:28,455 | 1:27,850   | –        | 11    |
| 12                                                                        | Esteban Ocon          | Haas-Ferrari                 | 1:28,303 | 1:28,070   | –        | 12    |
| 13                                                                        | Pierre Gasly          | Alpine-Renault               | 1:28,345 | 1:28,167   | –        | 13    |
| 14                                                                        | Liam Lawson           | Racing Bulls-Honda RBPT      | 1:28,914 | 1:28,375   | –        | 14    |
| 15                                                                        | Carlos Sainz jr.      | Williams-Mercedes            | 1:27,899 | keine Zeit | –        | 15    |
| 16                                                                        | Lance Stroll          | Aston Martin Aramco-Mercedes | 1:29,028 | –          | –        | 16    |
| 17                                                                        | Jack Doohan           | Alpine-Renault               | 1:29,171 | –          | –        | 17    |
| 18                                                                        | Yūki Tsunoda          | Red Bull Racing-Honda RBPT   | 1:29,246 | –          | –        | Box   |
| 19                                                                        | Gabriel Bortoleto     | Kick Sauber-Ferrari          | 1:29,312 | –          | –        | 18    |
| 20                                                                        | Oliver Bearman        | Haas-Ferrari                 | 1:29,825 | –          | –        | 19    |
| 107-Prozent-Zeit: 1:33,826 min (bezogen auf Q1-Bestzeit von 1:27,688 min) |                       |                              |          |            |          |       |

Anmerkungen
1. ↑  Tsunoda musste aus der Boxengasse starten, da an seinem Wagen unter Parc-fermé-Bedingungen gearbeitet wurde.

### Sprint
| Pos. | Fahrer                | Konstrukteur                 | Runden | Stopps | Zeit      | Start |
| ---- | --------------------- | ---------------------------- | ------ | ------ | --------- | ----- |
| 01   | Lando Norris          | McLaren-Mercedes             | 18     | 1      | 36:37,647 | 03    |
| 02   | Oscar Piastri         | McLaren-Mercedes             | 18     | 1      | + 0,672   | 02    |
| 03   | Lewis Hamilton        | Ferrari                      | 18     | 1      | + 1,073   | 07    |
| 04   | George Russell        | Mercedes                     | 18     | 1      | + 3,127   | 05    |
| 05   | Lance Stroll          | Aston Martin Aramco-Mercedes | 18     | 1      | + 3,412   | 16    |
| 06   | Yūki Tsunoda          | Red Bull Racing-Honda RBPT   | 18     | 1      | + 5,153   | Box   |
| 07   | Andrea Kimi Antonelli | Mercedes                     | 18     | 1      | + 5,635   | 01    |
| 08   | Pierre Gasly          | Alpine-Renault               | 18     | 1      | + 5,973   | 13    |
| 09   | Nico Hülkenberg       | Kick Sauber-Ferrari          | 18     | 1      | + 6,153   | 11    |
| 10   | Isack Hadjar          | Racing Bulls-Honda RBPT      | 18     | 1      | + 7,502   | 09    |
| 11   | Alexander Albon       | Williams-Mercedes            | 18     | 1      | + 7,522   | 08    |
| 12   | Esteban Ocon          | Haas-Ferrari                 | 18     | 1      | + 8,998   | 12    |
| 13   | Liam Lawson           | Racing Bulls-Honda RBPT      | 18     | 1      | + 9,024   | 14    |
| 14   | Oliver Bearman        | Haas-Ferrari                 | 18     | 1      | + 9,218   | 19    |
| 15   | Gabriel Bortoleto     | Kick Sauber-Ferrari          | 18     | 1      | + 9,675   | 18    |
| 16   | Jack Doohan           | Alpine-Renault               | 18     | 1      | + 9,909   | 17    |
| 17   | Max Verstappen        | Red Bull Racing-Honda RBPT   | 18     | 1      | + 12,059  | 04    |
| –    | Fernando Alonso       | Aston Martin Aramco-Mercedes | 13     | 1      | DNF       | 10    |
| –    | Carlos Sainz jr.      | Williams-Mercedes            | 12     | 1      | DNF       | 15    |
| DNS  | Charles Leclerc       | Ferrari                      | –      | –      | –         | –     |

Anmerkungen

1. ↑  Albon beendete den Sprint als Fünfter, erhielt allerdings eine Fünf-Sekunden-Zeitstrafe für einen Verstoß gegen die Safety-Car-Regeln.
2. ↑  Lawson beendete den Sprint als Achter, erhielt allerdings eine Fünf-Sekunden-Zeitstrafe für eine Kollision mit Alonso.
3. ↑  Bearman beendete den Sprint als Neunter, erhielt allerdings eine Fünf-Sekunden-Zeitstrafe für unsafe Release.
4. ↑  Verstappen beendete den Sprint als Vierter, erhielt allerdings eine Zehn-Sekunden-Zeitstrafe für ein unsafe Release.
5. ↑  Leclerc verunfallte bei der Anfahrt zur Startaufstellung

### Qualifying
| Pos.                                                                      | Fahrer                | Konstrukteur                 | Q1       | Q2       | Q3       | Start |
| ------------------------------------------------------------------------- | --------------------- | ---------------------------- | -------- | -------- | -------- | ----- |
| 01                                                                        | Max Verstappen        | Red Bull Racing-Honda RBPT   | 1:26,780 | 1:26,643 | 1:26,204 | 01    |
| 02                                                                        | Lando Norris          | McLaren-Mercedes             | 1:26,955 | 1:26,499 | 1:26,269 | 02    |
| 03                                                                        | Andrea Kimi Antonelli | Mercedes                     | 1:27,077 | 1:26,606 | 1:26,271 | 03    |
| 04                                                                        | Oscar Piastri         | McLaren-Mercedes             | 1:27,006 | 1:26,269 | 1:26,375 | 04    |
| 05                                                                        | George Russell        | Mercedes                     | 1:27,014 | 1:26,575 | 1:26,385 | 05    |
| 06                                                                        | Carlos Sainz jr.      | Williams-Mercedes            | 1:27,098 | 1:26,847 | 1:26,569 | 06    |
| 07                                                                        | Alexander Albon       | Williams-Mercedes            | 1:27,042 | 1:26,855 | 1:26,582 | 07    |
| 08                                                                        | Charles Leclerc       | Ferrari                      | 1:27,417 | 1:26,948 | 1:26,754 | 08    |
| 09                                                                        | Esteban Ocon          | Haas-Ferrari                 | 1:27,450 | 1:26,967 | 1:26,824 | 09    |
| 10                                                                        | Yūki Tsunoda          | Red Bull Racing-Honda RBPT   | 1:27,298 | 1:26,959 | 1:26,943 | 10    |
| 11                                                                        | Isack Hadjar          | Racing Bulls-Honda RBPT      | 1:27,301 | 1:26,987 | –        | 11    |
| 12                                                                        | Lewis Hamilton        | Ferrari                      | 1:27,279 | 1:27,006 | –        | 12    |
| 13                                                                        | Gabriel Bortoleto     | Kick Sauber-Ferrari          | 1:27,343 | 1:27,151 | –        | 13    |
| 14                                                                        | Jack Doohan           | Alpine-Renault               | 1:27,422 | 1:27,186 | –        | 14    |
| 15                                                                        | Liam Lawson           | Racing Bulls-Honda RBPT      | 1:27,444 | 1:27,363 | –        | 15    |
| 16                                                                        | Nico Hülkenberg       | Kick Sauber-Ferrari          | 1:27,473 | –        | –        | 16    |
| 17                                                                        | Fernando Alonso       | Aston Martin Aramco-Mercedes | 1:27,604 | –        | –        | 17    |
| 18                                                                        | Pierre Gasly          | Alpine-Renault               | 1:27,710 | –        | –        | Box   |
| 19                                                                        | Lance Stroll          | Aston Martin Aramco-Mercedes | 1:27,830 | –        | –        | 18    |
| 20                                                                        | Oliver Bearman        | Haas-Ferrari                 | 1:27,999 | –        | –        | 19    |
| 107-Prozent-Zeit: 1:32,950 min (bezogen auf Q1-Bestzeit von 1:26,870 min) |                       |                              |          |          |          |       |

Anmerkungen
1. ↑  Gasly musste aus der Boxengasse starten, da an seinem Wagen unter Parc-fermé-Bedingungen gearbeitet wurde.

### Rennen
| Pos.                                                             | Fahrer                | Konstrukteur                 | Runden | Stopps | Zeit        | Start | Schnellste Runde |
| ---------------------------------------------------------------- | --------------------- | ---------------------------- | ------ | ------ | ----------- | ----- | ---------------- |
| 01                                                               | Oscar Piastri         | McLaren-Mercedes             | 57     | 1      | 1:28:51,587 | 04    | 1:29,822 (35.)   |
| 02                                                               | Lando Norris          | McLaren-Mercedes             | 57     | 1      | + 4,630     | 02    | 1:29,746 (36.)   |
| 03                                                               | George Russell        | Mercedes                     | 57     | 1      | + 37,644    | 05    | 1:30,318 (31.)   |
| 04                                                               | Max Verstappen        | Red Bull Racing-Honda RBPT   | 57     | 1      | + 39,956    | 01    | 1:30,466 (41.)   |
| 05                                                               | Alexander Albon       | Williams-Mercedes            | 57     | 1      | + 48,067    | 07    | 1:30,482 (55.)   |
| 06                                                               | Andrea Kimi Antonelli | Mercedes                     | 57     | 1      | + 55,502    | 03    | 1:30,795 (27.)   |
| 07                                                               | Charles Leclerc       | Ferrari                      | 57     | 1      | + 57,036    | 08    | 1:30,461 (35.)   |
| 08                                                               | Lewis Hamilton        | Ferrari                      | 57     | 1      | + 1:00,186  | 12    | 1:30,562 (35.)   |
| 09                                                               | Carlos Sainz jr.      | Williams-Mercedes            | 57     | 1      | + 1:00,577  | 06    | 1:30,703 (35.)   |
| 10                                                               | Yūki Tsunoda          | Red Bull Racing-Honda RBPT   | 57     | 1      | + 1:14,434  | 10    | 1:30,964 (55.)   |
| 11                                                               | Isack Hadjar          | Racing Bulls-Honda RBPT      | 57     | 1      | + 1:14,602  | 11    | 1:30,971 (51.)   |
| 12                                                               | Esteban Ocon          | Haas-Ferrari                 | 57     | 1      | + 1:22,006  | 09    | 1:31,122 (30.)   |
| 13                                                               | Pierre Gasly          | Alpine-Renault               | 57     | 1      | + 1:30,445  | Box   | 1:31,159 (35.)   |
| 14                                                               | Nico Hülkenberg       | Kick Sauber-Ferrari          | 56     | 1      | + 1 Runde   | 16    | 1:31,015 (43.)   |
| 15                                                               | Fernando Alonso       | Aston Martin Aramco-Mercedes | 56     | 1      | + 1 Runde   | 17    | 1:31,287 (38.)   |
| 16                                                               | Lance Stroll          | Aston Martin Aramco-Mercedes | 56     | 1      | + 1 Runde   | 18    | 1:31,769 (50.)   |
| –                                                                | Liam Lawson           | Racing Bulls-Honda RBPT      | 36     | 1      | DNF         | 15    | 1:31,770 (30.)   |
| –                                                                | Gabriel Bortoleto     | Kick Sauber-Ferrari          | 30     | 1      | DNF         | 13    | 1:32,328 (21.)   |
| –                                                                | Oliver Bearman        | Haas-Ferrari                 | 27     | 0      | DNF         | 19    | 1:32,680 (24.)   |
| –                                                                | Jack Doohan           | Alpine-Renault               | 0      | 0      | DNF         | 14    | –                |
| Fahrer des Tages: Oscar Piastri (20,7 % der abgegebenen Stimmen) |                       |                              |        |        |             |       |                  |

Anmerkungen

1. ↑  Tsunoda erhielt eine Fünf-Sekunden-Zeistrafe für zu schnelles Fahren in der Boxengasse. An seiner Position änderte die Strafe nichts.

## WM-Stände nach dem Rennen
Die ersten acht des Sprints bekamen 8, 7, 6, 5, 4, 3, 2 bzw. 1 Punkt(e). Die ersten zehn des Rennens bekamen 25, 18, 15, 12, 10, 8, 6, 4, 2 bzw. 1 Punkt(e). 

### Fahrerwertung
| Pos. | Fahrer                | Konstrukteur                 | Punkte |
| ---- | --------------------- | ---------------------------- | ------ |
| 01   | Oscar Piastri         | McLaren-Mercedes             | 131    |
| 02   | Lando Norris          | McLaren-Mercedes             | 115    |
| 03   | Max Verstappen        | Red Bull Racing-Honda RBPT   | 99     |
| 04   | George Russell        | Mercedes                     | 93     |
| 05   | Charles Leclerc       | Ferrari                      | 53     |
| 06   | Andrea Kimi Antonelli | Mercedes                     | 48     |
| 07   | Lewis Hamilton        | Ferrari                      | 41     |
| 08   | Alexander Albon       | Williams-Mercedes            | 30     |
| 09   | Esteban Ocon          | Haas-Ferrari                 | 14     |
| 10   | Lance Stroll          | Aston Martin Aramco-Mercedes | 14     |

| Pos. | Fahrer            | Konstrukteur                                       | Punkte |
| ---- | ----------------- | -------------------------------------------------- | ------ |
| 11   | Yuki Tsunoda      | Red Bull Racing-Honda RBPT/Racing Bulls-Honda RBPT | 9      |
| 12   | Pierre Gasly      | Alpine-Renault                                     | 7      |
| 13   | Carlos Sainz jr.  | Williams-Mercedes                                  | 7      |
| 14   | Nico Hülkenberg   | Kick Sauber-Ferrari                                | 6      |
| 15   | Oliver Bearman    | Haas-Ferrari                                       | 6      |
| 16   | Isack Hadjar      | Racing Bulls-Honda RBPT                            | 5      |
| 17   | Fernando Alonso   | Aston Martin Aramco-Mercedes                       | 0      |
| 18   | Liam Lawson       | Racing Bulls-Honda RBPT/Red Bull Racing-Honda RBPT | 0      |
| 19   | Jack Doohan       | Alpine-Renault                                     | 0      |
| 20   | Gabriel Bortoleto | Kick Sauber-Ferrari                                | 0      |

### Konstrukteurswertung
| Pos. | Konstrukteur               | Punkte |
| ---- | -------------------------- | ------ |
| 01   | McLaren-Mercedes           | 246    |
| 02   | Mercedes                   | 141    |
| 03   | Red Bull Racing-Honda RBPT | 105    |
| 04   | Ferrari                    | 94     |
| 05   | Williams-Mercedes          | 37     |

| Pos. | Konstrukteur                 | Punkte |
| ---- | ---------------------------- | ------ |
| 06   | Haas-Ferrari                 | 20     |
| 07   | Aston Martin Aramco-Mercedes | 14     |
| 08   | Racing Bulls-Honda RBPT      | 8      |
| 09   | Alpine-Renault               | 7      |
| 10   | Kick Sauber-Ferrari          | 6      |